# Israelitischer Friedhof Basel

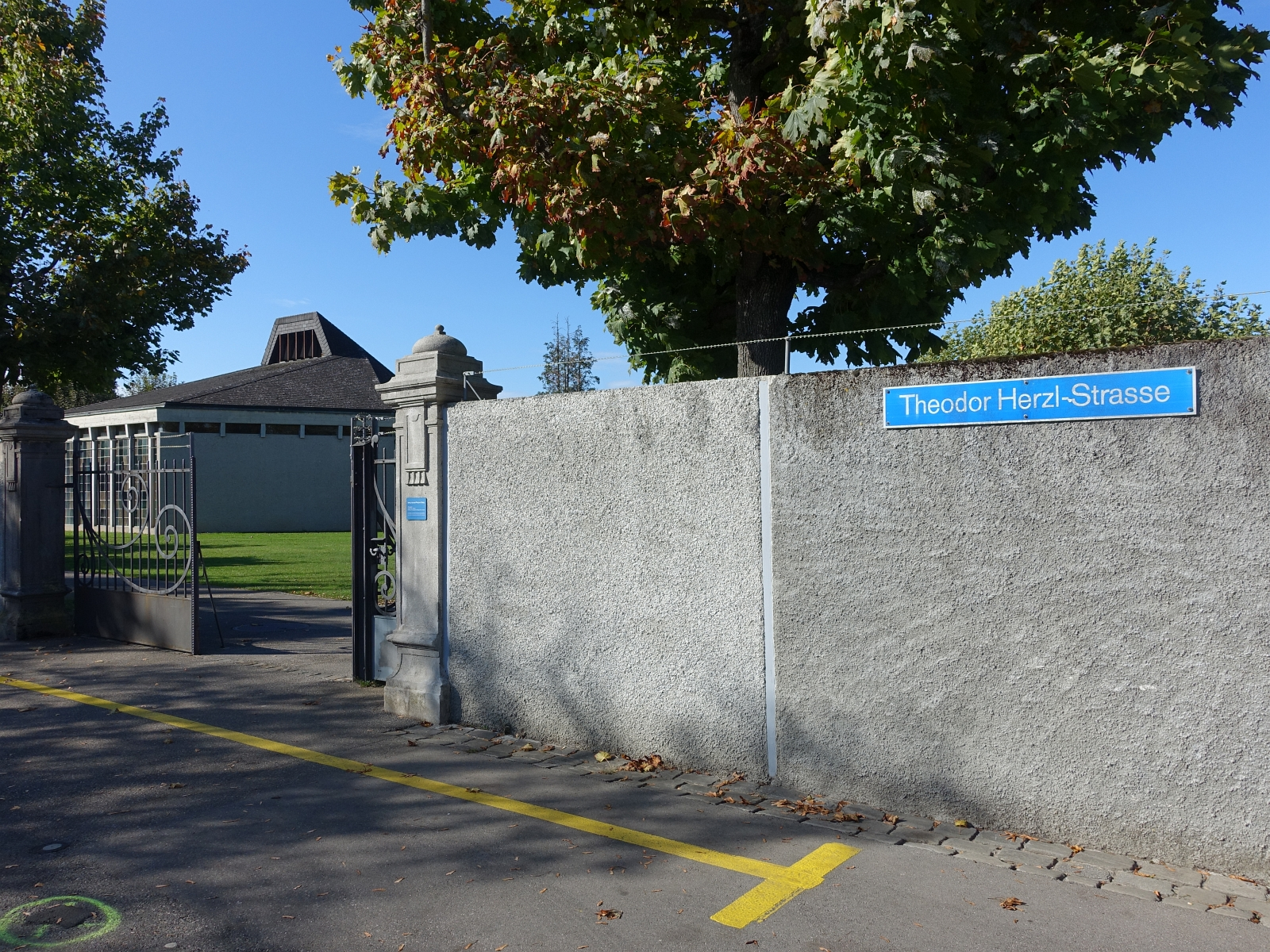
Israelitischer Friedhof Basel

Der Israelitische Friedhof Basel ist ein jüdischer Friedhof in Basel in der Schweiz. Er wurde im August 1903 eingeweiht und liegt nahe der französischen Grenze im Westen der Stadt an der Theodor Herzl-Strasse. Da das jüdische Gesetz Ewige Ruhe für die Toten verlangt und ein jüdischer Friedhof niemals aufgehoben werden darf, dauerte es bis 1902, bis die Basler Juden das Recht auf einen eigenen Friedhof erhielten.
Der Israelitische Friedhof von Basel wurde schon wiederholt erweitert, besitzt eine Abdankungshalle von 1969 und bietet Platz für etwa 4800 Gräber, von denen derzeit etwa 3700 belegt sind. Die Verwaltung des Israelitischen Friedhofs von Basel obliegt der Israelitischen Gemeinde Basel kurz IGB, welche auch Besitzer ist.

## Geschichte

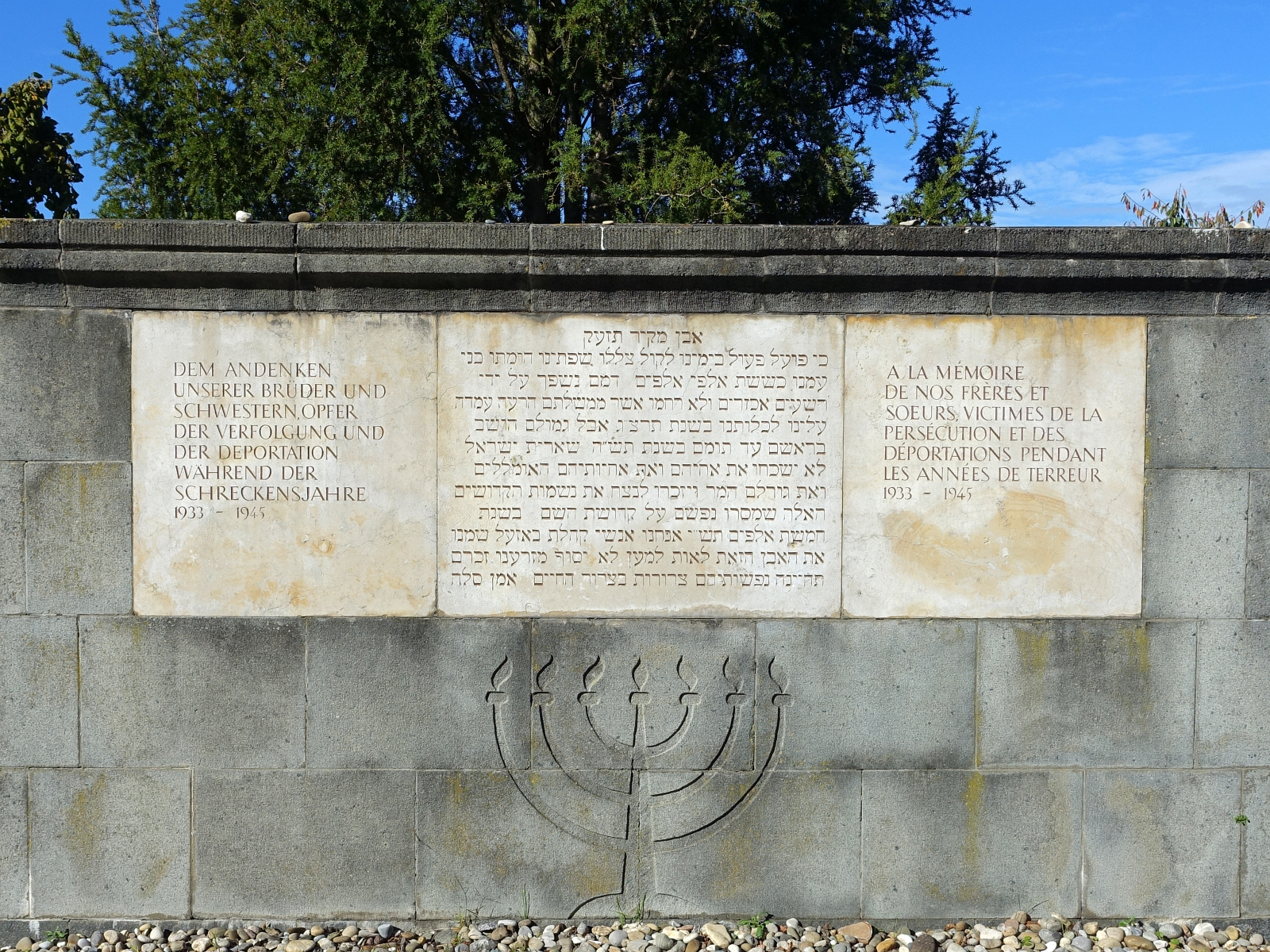
Israelitischer Friedhof Basel

Im Mittelalter bestanden bereits Judenfriedhöfe in Basel. Der erste wurde 1264 erstmals in einer Verkaufsurkunde des Stifts St. Peter erwähnt. Durch erhaltene Grabsteine ist belegt, dass er da schon länger existierte. Er befand sich zwischen dem damaligen Kloster Gnadental und dem heutigen Petersplatz, ungefähr an der Stelle des Vesalianums und des Kollegienhauses der Universität Basel. Im Zuge des Basler Judenpogroms wurde er 1348 zerstört.
Der Friedhof der zweiten jüdischen Gemeinde Basels wurde 1394 vor dem damaligen Spitalschürentor angelegt, etwa beim heutigen Hirschgässlein (hinter den Grundstücken Aeschengraben 18, 20 und 22); seine nur kurzlebige Existenz (1397 verliessen die Juden wegen erneuter Anfeindungen die Stadt) konnte jedoch bislang nicht durch archäologische Befunde belegt werden. Von 1673 an bis 1903 mussten die Basler Juden ihre Toten auf dem Jüdischen Friedhof Hégenheim in Frankreich bestatten.